# Elezioni comunali in Abruzzo del 2020
Le elezioni comunali in Abruzzo del 2020 si sono svolte il 20 e 21 settembre (con ballottaggio il 4 e 5 ottobre).

## Riepilogo sindaci eletti
Coalizione di centro-sinistra
     Coalizione di centro-destra
     Coalizione civica di centro
     Commissario prefettizio
| Provincia | Comune   | Popolazione legale (censimento 2020) | Sindaco uscente | Sindaco uscente            | Sindaco eletto | Sindaco eletto               | Primo turno | Primo turno | Secondo turno | Secondo turno | Seggi   |
| Provincia | Comune   | Popolazione legale (censimento 2020) | Sindaco uscente | Sindaco uscente            | Sindaco eletto | Sindaco eletto               | Voti        | %           | Voti          | %             | Seggi   |
| --------- | -------- | ------------------------------------ | --------------- | -------------------------- | -------------- | ---------------------------- | ----------- | ----------- | ------------- | ------------- | ------- |
| Chieti    | Chieti   | 50 287                               |                 | Umberto Di Primio (FI/FdI) |                | Diego Ferrara (PD)           | 6 183       | 21,50       | 12 403        | 55,85         | 20 / 32 |
| L'Aquila  | Avezzano | 41 500                               |                 | Mauro Passerotti           |                | Giovanni Di Pangrazio (Ind.) | 8 043       | 32,56       | 10 322        | 58,45         | 15 / 24 |

## Provincia di Chieti

### Chieti
| Candidati                            | Candidati                | II turno             | II turno        | I turno | I turno | Liste                | Voti   | %     | Seggi |
| Candidati                            | Candidati                | Voti                 | %               | Voti    | %       | Liste                | Voti   | %     | Seggi |
| ------------------------------------ | ------------------------ | -------------------- | --------------- | ------- | ------- | -------------------- | ------ | ----- | ----- |
|                                      | Diego Ferrara ✔️ Sindaco | 12 403               | 55,85           | 6 183   | 21,50   | Partito Democratico  | 1 659  | 6,16  | 5     |
| Chieti per Chieti                    | Diego Ferrara ✔️ Sindaco | 12 403               | 55,85           | 6 183   | 21,50   | 1 232                | 4,58   | 3     |       |
| La Sinistra con Diego Sindaco        | Diego Ferrara ✔️ Sindaco | 12 403               | 55,85           | 6 183   | 21,50   | 980                  | 3,64   | 3     |       |
| Ferrara Sindaco                      | Diego Ferrara ✔️ Sindaco | 12 403               | 55,85           | 6 183   | 21,50   | 726                  | 2,70   | 2     |       |
| Totale liste                         | Diego Ferrara ✔️ Sindaco | 12 403               | 55,85           | 6 183   | 21,50   | 4 597                | 17,07  | 13    |       |
|                                      | Fabrizio Di Stefano      | 9 806                | 44,15           | 11 159  | 38,81   | Lega Salvini Abruzzo | 4 566  | 16,96 | 3     |
| Fratelli d'Italia                    | Fabrizio Di Stefano      | 9 806                | 44,15           | 11 159  | 38,81   | 3 719                | 13,81  | 3     |       |
| Unione di Centro                     | Fabrizio Di Stefano      | 9 806                | 44,15           | 11 159  | 38,81   | 2 382                | 8,85   | 1     |       |
| IDeAbruzzo                           | Fabrizio Di Stefano      | 9 806                | 44,15           | 11 159  | 38,81   | 780                  | 2,90   | –     |       |
| Giustizia Sociale                    | Fabrizio Di Stefano      | 9 806                | 44,15           | 11 159  | 38,81   | 718                  | 2,67   | –     |       |
| Il Popolo della Famiglia - Cambiamo! | Fabrizio Di Stefano      | 9 806                | 44,15           | 11 159  | 38,81   | 216                  | 0,80   | –     |       |
| Seggio di coalizione                 | Seggio di coalizione     | Seggio di coalizione | 44,15           | 11 159  | 38,81   | 1                    |        |       |       |
| Totale liste                         | Fabrizio Di Stefano      | 9 806                | 44,15           | 11 159  | 38,81   | 12 381               | 45,98  | 7     |       |
|                                      | Bruno Di Iorio           | Bruno Di Iorio       | Bruno Di Iorio  | 5 848   | 20,34   | Forza Chieti         | 2 105  | 7,82  | 1     |
| Chieti Viva                          | Bruno Di Iorio           | Bruno Di Iorio       | Bruno Di Iorio  | 5 848   | 20,34   | 1 306                | 4,85   | 1     |       |
| Bruno Di Iorio Sindaco di Chieti     | Bruno Di Iorio           | Bruno Di Iorio       | Bruno Di Iorio  | 5 848   | 20,34   | 1 297                | 4,82   | –     |       |
| Azione Democratica                   | Bruno Di Iorio           | Bruno Di Iorio       | Bruno Di Iorio  | 5 848   | 20,34   | 753                  | 2,80   | –     |       |
| Seggio di coalizione                 | Seggio di coalizione     | Seggio di coalizione | Bruno Di Iorio  | 5 848   | 20,34   | 1                    |        |       |       |
| Totale liste                         | Bruno Di Iorio           | Bruno Di Iorio       | Bruno Di Iorio  | 5 848   | 20,34   | 5 461                | 20,28  | 2     |       |
|                                      | Paolo De Cesare          | Paolo De Cesare      | Paolo De Cesare | 3 627   | 12,61   | Chi Ama Chieti (A)   | 1 362  | 5,06  | 3     |
| Chieti c'è (B)                       | Paolo De Cesare          | Paolo De Cesare      | Paolo De Cesare | 3 627   | 12,61   | 720                  | 2,67   | 2     |       |
| Azione Politica (C)                  | Paolo De Cesare          | Paolo De Cesare      | Paolo De Cesare | 3 627   | 12,61   | 439                  | 1,63   | 1     |       |
| La Teatinità (D)                     | Paolo De Cesare          | Paolo De Cesare      | Paolo De Cesare | 3 627   | 12,61   | 311                  | 1,16   | –     |       |
| Seggio di coalizione                 | Seggio di coalizione     | Seggio di coalizione | Paolo De Cesare | 3 627   | 12,61   | 1                    |        |       |       |
| Totale liste                         | Paolo De Cesare          | Paolo De Cesare      | Paolo De Cesare | 3 627   | 12,61   | 2 832                | 10,52  | 6     |       |
|                                      | Luca Amicone             | Luca Amicone         | Luca Amicone    | 1 938   | 6,74    | Movimento 5 Stelle   | 1 655  | 6,15  | –     |
| Seggio di coalizione                 | Seggio di coalizione     | Seggio di coalizione | Luca Amicone    | 1 938   | 6,74    | 1                    |        |       |       |
| Totale                               | Totale                   | 22 209               | 100             | 28 755  | 100     |                      | 26 926 | 100   | 32    |
|                                      |                          |                      |                 |         |         |                      |        |       |       |
| Schede bianche                       | Schede bianche           | 184                  | 0,81            | 321     | 1,07    |                      |        |       |       |
| Schede nulle                         | Schede nulle             | 387                  | 1,70            | 862     | 2,88    |                      |        |       |       |
| Votanti                              | Votanti                  | 22 780               | 51,64           | 29 938  | 67,87   |                      |        |       |       |
| Elettori                             | Elettori                 | 44 112               |                 | 44 112  |         |                      |        |       |       |
|                                      |                          |                      |                 |         |         |                      |        |       |       |
| Fonte: Ministero dell'interno        |                          |                      |                 |         |         |                      |        |       |       |

- Le liste contrassegnate con le lettere A, B, C e D sono apparentate al secondo turno con il candidato sindaco Diego Ferrara.

## Provincia dell'Aquila

### Avezzano
| Candidati                     | Candidati                        | II turno             | II turno           | I turno | I turno | Liste                   | Voti   | %     | Seggi |
| Candidati                     | Candidati                        | Voti                 | %                  | Voti    | %       | Liste                   | Voti   | %     | Seggi |
| ----------------------------- | -------------------------------- | -------------------- | ------------------ | ------- | ------- | ----------------------- | ------ | ----- | ----- |
|                               | Giovanni Di Pangrazio ✔️ Sindaco | 10 322               | 58,45              | 8 043   | 32,56   | Azione Civica           | 1 434  | 6,04  | 3     |
| Avezzano al Centro            | Giovanni Di Pangrazio ✔️ Sindaco | 10 322               | 58,45              | 8 043   | 32,56   | 1 423                   | 6,00   | 3     |       |
| Avezzano Città Territorio     | Giovanni Di Pangrazio ✔️ Sindaco | 10 322               | 58,45              | 8 043   | 32,56   | 1 253                   | 5,28   | 2     |       |
| Riformisti per AZ             | Giovanni Di Pangrazio ✔️ Sindaco | 10 322               | 58,45              | 8 043   | 32,56   | 1 218                   | 5,13   | 2     |       |
| Io sto con Avezzano           | Giovanni Di Pangrazio ✔️ Sindaco | 10 322               | 58,45              | 8 043   | 32,56   | 1 042                   | 4,39   | 2     |       |
| Uniti per Avezzano            | Giovanni Di Pangrazio ✔️ Sindaco | 10 322               | 58,45              | 8 043   | 32,56   | 803                     | 3,38   | 1     |       |
| Patto per la Marsica          | Giovanni Di Pangrazio ✔️ Sindaco | 10 322               | 58,45              | 8 043   | 32,56   | 780                     | 3,29   | 1     |       |
| Avezzano Libera               | Giovanni Di Pangrazio ✔️ Sindaco | 10 322               | 58,45              | 8 043   | 32,56   | 693                     | 2,92   | 1     |       |
| Totale liste                  | Giovanni Di Pangrazio ✔️ Sindaco | 10 322               | 58,45              | 8 043   | 32,56   | 8 646                   | 36,43  | 15    |       |
|                               | Tiziano Genovesi                 | 7 337                | 41,55              | 5 470   | 22,14   | Lega Salvini Abruzzo    | 2 884  | 12,15 | 1     |
| Fratelli d'Italia             | Tiziano Genovesi                 | 7 337                | 41,55              | 5 470   | 22,14   | 1 571                   | 6,62   | 1     |       |
| Cambiamo il Futuro            | Tiziano Genovesi                 | 7 337                | 41,55              | 5 470   | 22,14   | 531                     | 2,24   | –     |       |
| Unione di Centro              | Tiziano Genovesi                 | 7 337                | 41,55              | 5 470   | 22,14   | 359                     | 1,51   | –     |       |
| Seggio di coalizione          | Seggio di coalizione             | Seggio di coalizione | 41,55              | 5 470   | 22,14   | 1                       |        |       |       |
| Totale liste                  | Tiziano Genovesi                 | 7 337                | 41,55              | 5 470   | 22,14   | 5 345                   | 22,52  | 2     |       |
|                               | Mario Babbo                      | Mario Babbo          | Mario Babbo        | 5 247   | 21,24   | Avezzano in Prima Linea | 1 777  | 7,49  | 1     |
| Partito Democratico           | Mario Babbo                      | Mario Babbo          | Mario Babbo        | 5 247   | 21,24   | 1 100                   | 4,64   | 1     |       |
| Generazione+                  | Mario Babbo                      | Mario Babbo          | Mario Babbo        | 5 247   | 21,24   | 1 006                   | 4,24   | –     |       |
| Avezzano Viva                 | Mario Babbo                      | Mario Babbo          | Mario Babbo        | 5 247   | 21,24   | 386                     | 1,63   | –     |       |
| Patto Civico                  | Mario Babbo                      | Mario Babbo          | Mario Babbo        | 5 247   | 21,24   | 268                     | 1,13   | –     |       |
| Fuori Centro                  | Mario Babbo                      | Mario Babbo          | Mario Babbo        | 5 247   | 21,24   | 136                     | 0,57   | –     |       |
| Seggio di coalizione          | Seggio di coalizione             | Seggio di coalizione | Mario Babbo        | 5 247   | 21,24   | 1                       |        |       |       |
| Totale liste                  | Mario Babbo                      | Mario Babbo          | Mario Babbo        | 5 247   | 21,24   | 4 673                   | 19,69  | 2     |       |
|                               | Anna Maria Taccone               | Anna Maria Taccone   | Anna Maria Taccone | 4 084   | 16,53   | Io ci Sono per Avezzano | 1 284  | 5,41  | 1     |
| Forza Italia                  | Anna Maria Taccone               | Anna Maria Taccone   | Anna Maria Taccone | 4 084   | 16,53   | 1 198                   | 5,05   | –     |       |
| Avezzano Domani               | Anna Maria Taccone               | Anna Maria Taccone   | Anna Maria Taccone | 4 084   | 16,53   | 828                     | 3,49   | –     |       |
| Siamo Avezzano                | Anna Maria Taccone               | Anna Maria Taccone   | Anna Maria Taccone | 4 084   | 16,53   | 98                      | 0,41   | –     |       |
| Seggio di coalizione          | Seggio di coalizione             | Seggio di coalizione | Anna Maria Taccone | 4 084   | 16,53   | 1                       |        |       |       |
| Totale liste                  | Anna Maria Taccone               | Anna Maria Taccone   | Anna Maria Taccone | 4 084   | 16,53   | 3 408                   | 14,36  | 1     |       |
|                               | Antonio Del Boccio               | Antonio Del Boccio   | Antonio Del Boccio | 1 549   | 6,27    | Io per Avezzano         | 1 024  | 4,32  | –     |
| Civiltà Italiana              | Antonio Del Boccio               | Antonio Del Boccio   | Antonio Del Boccio | 1 549   | 6,27    | 425                     | 1,79   | –     |       |
| Seggio di coalizione          | Seggio di coalizione             | Seggio di coalizione | Antonio Del Boccio | 1 549   | 6,27    | 1                       |        |       |       |
| Totale liste                  | Antonio Del Boccio               | Antonio Del Boccio   | Antonio Del Boccio | 1 549   | 6,27    | 1 449                   | 6,11   | –     |       |
|                               | Nicola Stornelli                 | Nicola Stornelli     | Nicola Stornelli   | 312     | 1,26    | Avezzano Bene Comune    | 210    | 0,88  | –     |
| Totale                        | Totale                           | 17 659               | 100                | 24 705  | 100     |                         | 23 731 | 100   | 24    |
|                               |                                  |                      |                    |         |         |                         |        |       |       |
| Schede bianche                | Schede bianche                   | 144                  | 0,79               | 215     | 0,84    |                         |        |       |       |
| Schede nulle                  | Schede nulle                     | 328                  | 1,81               | 690     | 2,69    |                         |        |       |       |
| Votanti                       | Votanti                          | 18 131               | 52,59              | 25 610  | 74,28   |                         |        |       |       |
| Elettori                      | Elettori                         | 34 478               |                    | 34 478  |         |                         |        |       |       |
|                               |                                  |                      |                    |         |         |                         |        |       |       |
| Fonte: Ministero dell'interno |                                  |                      |                    |         |         |                         |        |       |       |